# Bayezid
Bayezid, Bajazyd osm. لأمير بايزيد (ur. 1525 w Konstantynopolu, zm. 25 września 1561 w Kazwinie) – książę (şehzade) osmański, syn Sulejmana Wspaniałego i sułtanki Hürrem. Brat sułtana Selima.
Był gubernatorem prowincji, kolejno: Anatolia, potem Rumelia, Kütahya, a następnie Amasyi.

## Życiorys
Bayezid był synem sułtana Sulejmana Wspaniałego (1494–1566) i jego ulubionej nałożnicy, a potem żony, Roksolany (1505–1558).
Zasadą na dworze było, że książęta osmańscy wyznaczani byli do zarządzania jedną z prowincji w celu zdobycia doświadczenia w administracji. Bayezid został gubernatorem prowincji Anatolia. Jednak w 1553 roku, w czasie dwunastej wyprawy do Nachiczewanu, części obecnego Azerbejdżanu, powierzono mu, na czas nieobecności ojca, rządy w Edirne, będącym stolicą europejskiej części imperium osmańskiego – Rumelii. W czasie wyprawy wojennej starszy brat Bayezida, Mustafa, został stracony na rozkaz sułtana. Wieści o egzekucji spowodowały niepokoje we wszystkich częściach imperium, a oszust, twierdzący że on jest straconym Mustafą, wywołał w Rumelii bunt przeciwko Sulejmanowi. Mimo że bunt został stłumiony (przez wezyra Rüstem Paszę Opukovicia) Sulejman uważał, że jego syn Bayezid, reagował zbyt wolno.

## Bunt
Sulejman miał pięciu synów. Jego drugi syn Mehmed zmarł w 1543 roku. Po egzekucji następcy tronu Mustafy w 1553 roku i śmierci młodszego Cihangira, który był słabego zdrowia, zostało dwóch pretendentów do tronu: Selim, późniejszy Selim II, i Bayezid. Selim był gubernatorem Manisy, a Bayezid gubernatorem Kütahyi – obie te prowincje leżały w prawie jednakowej odległości od Stambułu.
Sulejman ukończył 60 lat i współzawodnictwo między braćmi było już widoczne. Sulejman skarcił synów i zdecydował, by przenieść ich do odleglejszych prowincji – Selimowi powierzono władzę w Konyi, a Bayezidowi w Amasyi. Selim od razu posłuchał rozkazu. Bayezid natomiast poczuł się upokorzony, jako że Amasya była prowincją jego straconego brata Mustafy. Rozgniewany Sulejman oskarżył go o bunt i wspomógł starszego syna Selima w walce z nieposłusznym Bayezidem. Selim wraz z Sokollu Mehmedem Paszą, późniejszym wielkim wezyrem, pokonał brata w bitwie pod Konyą 29 maja 1559 roku.

## Po buncie
Bayezid powrócił do Amasyi, a następnie z synami i niewielką armią uciekł do safawidzkiej Persji. Według dziennikarza i badacza Murata Bardakçıego Sokollu Mehmed Pasza wysłał za nim wojsko, ale zostało ono pobite przez siły Bayezida. Chociaż szach Tahmasp I początkowo przyjął Bayezida, później uwięził go na żądanie Sulejmana. Zarówno Sulejman, jak i Selim słali do Persji posłów, by przekonać szacha do stracenia uciekiniera. W końcu 25 września 1561 roku Bayezid wraz z czterema synami zostali straceni w Persji przez osmańskich katów.

## Rodzina
Miał liczne rodzeństwo: siostrę, sułtankę Mihrimah oraz braci Abdullaha, Mehmeda, Selima II i Cihangira, jak również braci przyrodnich, w tym księcia Mustafę.

### Synowie
- Orhan (ur. 1543 w Kütahyi, zm. 25.09.1561 w Kazwinie)
- Osman (ur. 1545 w Kütahyi, zm. 25.09.1561 w Kazwinie)
- Abdullah (ur. 1548 w Kütahyi, zm. 25.09.1561 w Kazwinie)
- Mahmud (ur. 1552 w Kütahyi, zm. 25.09.1561 w Kazwinie)
- Mehmet (ur. 1559 w Kütahyi, zm. 3.10.1561 w Bursie)

### Córki
- Mihrumah[5] (ur. 1547 w Kütahyi, zm. 1594 w Stambule)
- Hatice (urodziła się i zmarła w 1550 w Kütahyi)
- Ayşe (ur. 1553 w Kütahyi, zm. 1572 w Tokacie)
- Hanzade (ur. 1556 w Kütahyi – ?)

## Kultura masowa
Bayezid jest ważną postacią w tureckim serialu telewizyjnym Wspaniałe stulecie. Jako że akcja dzieje się na przestrzeni wielu lat, zagrało go kilku aktorów w różnym wieku, m.in. Aras Bulut İynemli (w sezonie czwartym).

## Galeria

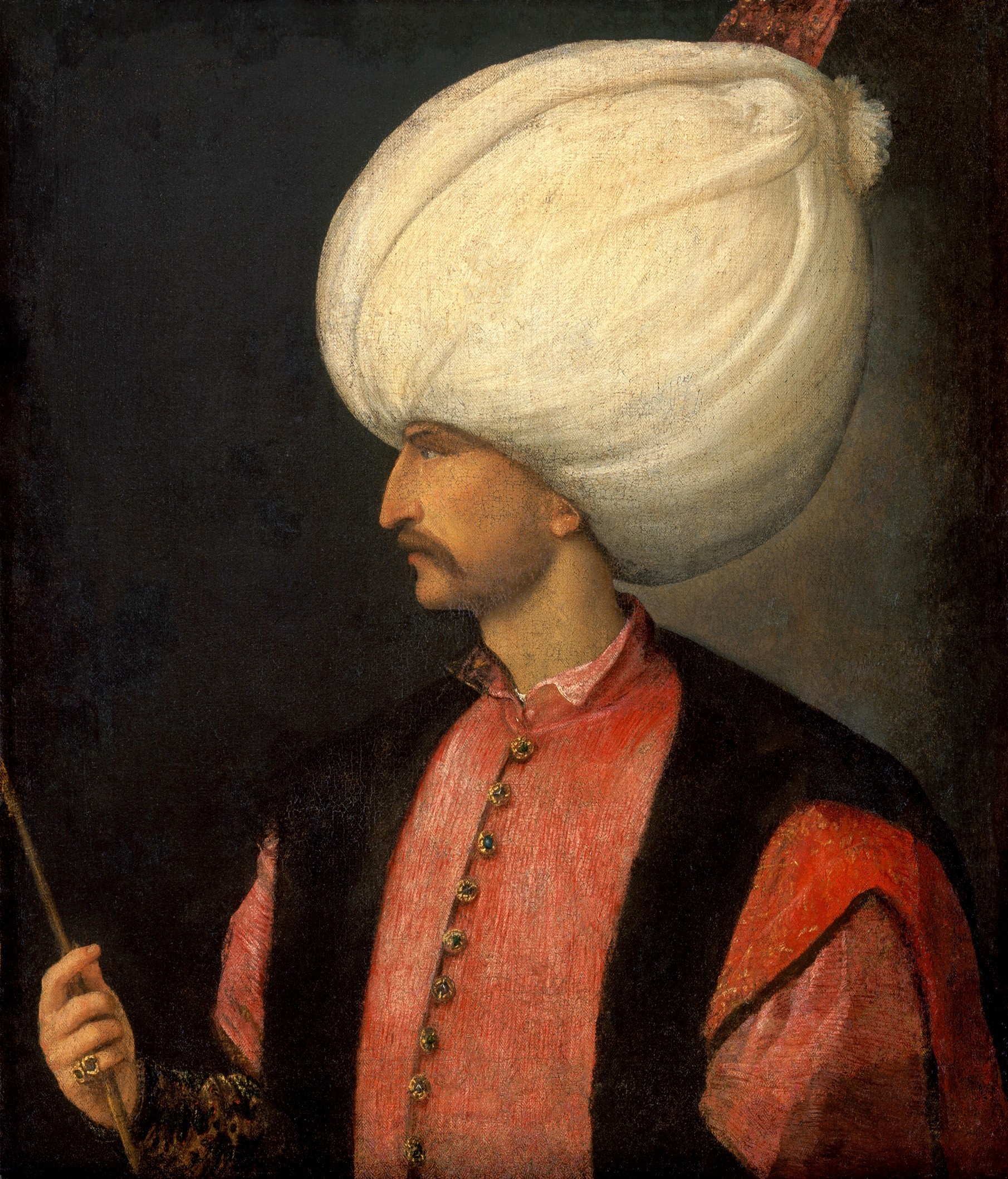
Ojciec Bayezida Sulejman Wspaniały
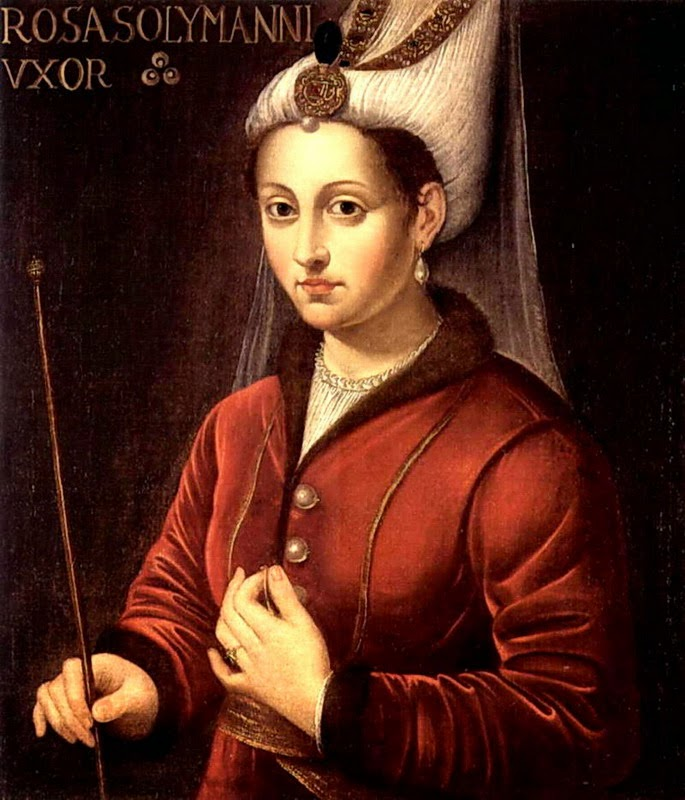
Matka Bayezida Roksolana
Siostra Bayezida Mihrimah
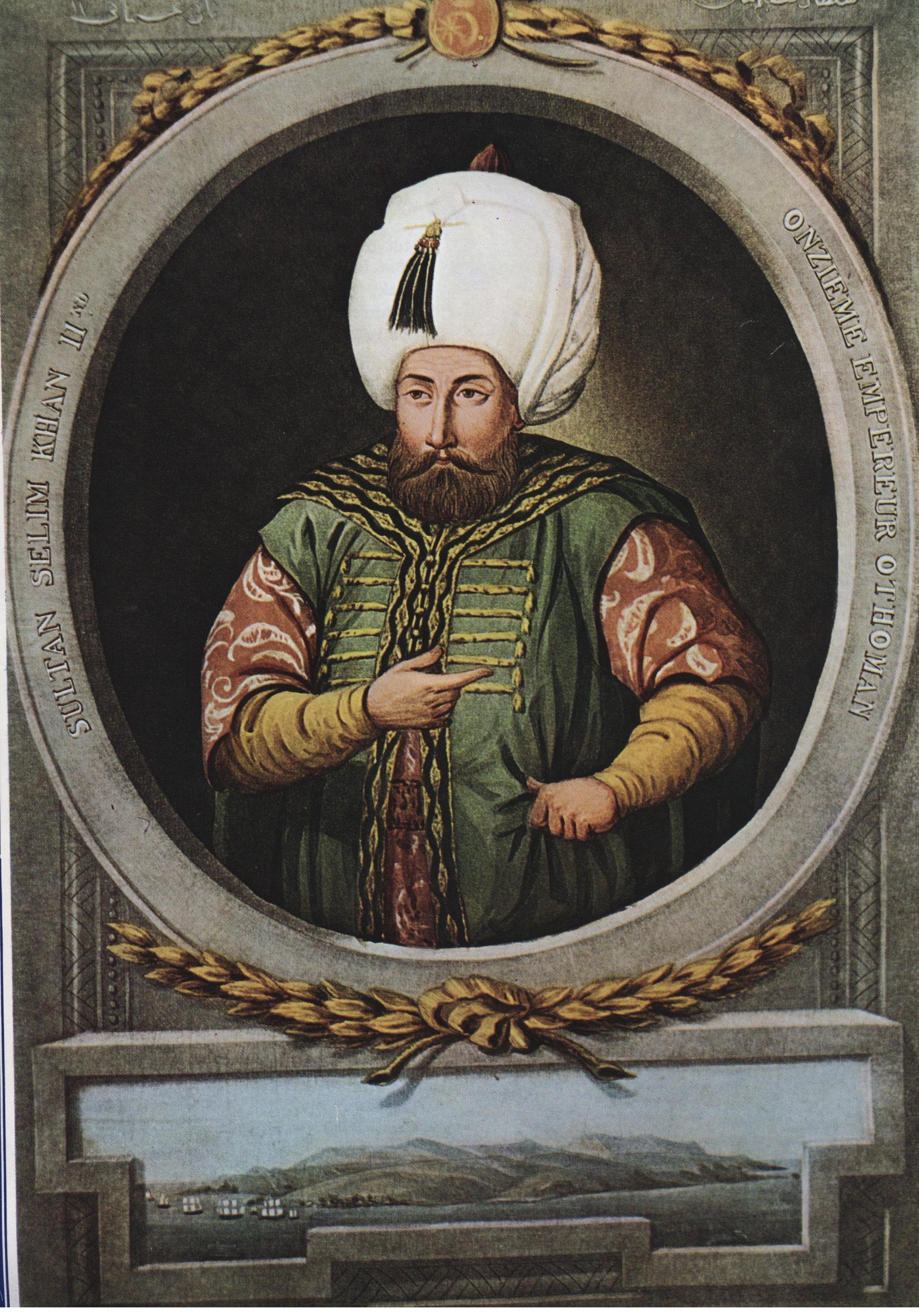
Brat Bayezida Selim II